# Округ Саливан (Тенеси)
Округ Саливан (енгл. Sullivan County) је округ у америчкој савезној држави Тенеси.

## Демографија
По попису из 2010. године број становника је 156.823, што је 3.775 (2,5%) становника више него 2000. године.
| Група             | 2000.           | 2010.           |
| Белци             | 147.036 (96,1%) | 148.033 (94,4%) |
| Афроамериканци    | 2.888 (1,9%)    | 3.329 (2,1%)    |
| Азијати           | 652 (0,4%)      | 884 (0,6%)      |
| Хиспаноамериканци | 1.090 (0,7%)    | 2.321 (1,5%)    |
| Укупно            | 153.048         | 156.823         |